# Radiacions (pel·lícula)
Radiacions és una pel·lícula del 2012 dirigida per Judith Colell, adaptació televisiva de la novel·la homònima d'Enric Juliana i Julià de Jòdar.

## Argument
Trenta anys després d'exiliar-se, el periodista Francesc Lamban torna a la ciutat que el va veure néixer per retrobar-se amb un vell amic, l'advocat Ernest Salesa. La cita té lloc a la platja que va testimoniar la fi de la seva relació i, aquest fet, no és casual: Salesa té entre mans un negoci transcendental i misteriós i ha de convèncer en Lamban perquè en formi part, al preu que sigui, encara que això comporti remoure els fantasmes del passat i el terrible record d'un amor comú perdut tràgicament.

## Repartiment
- Ferran Rañé com a Francesc Lamban
- Francesc Orella com a Ernest Salesa
- Josep Maria Domènech com a vell
- Maria Pau Pigem en la veu de la Marta[3]